# Eva Kmeťová
Eva Kmeťová, coniugata Durjáková (Banská Bystrica, 6 agosto 1987), è una cestista slovacca.

## Carriera
Con la Slovacchia ha disputato i Campionati europei del 2013.